# Taksim-Moschee

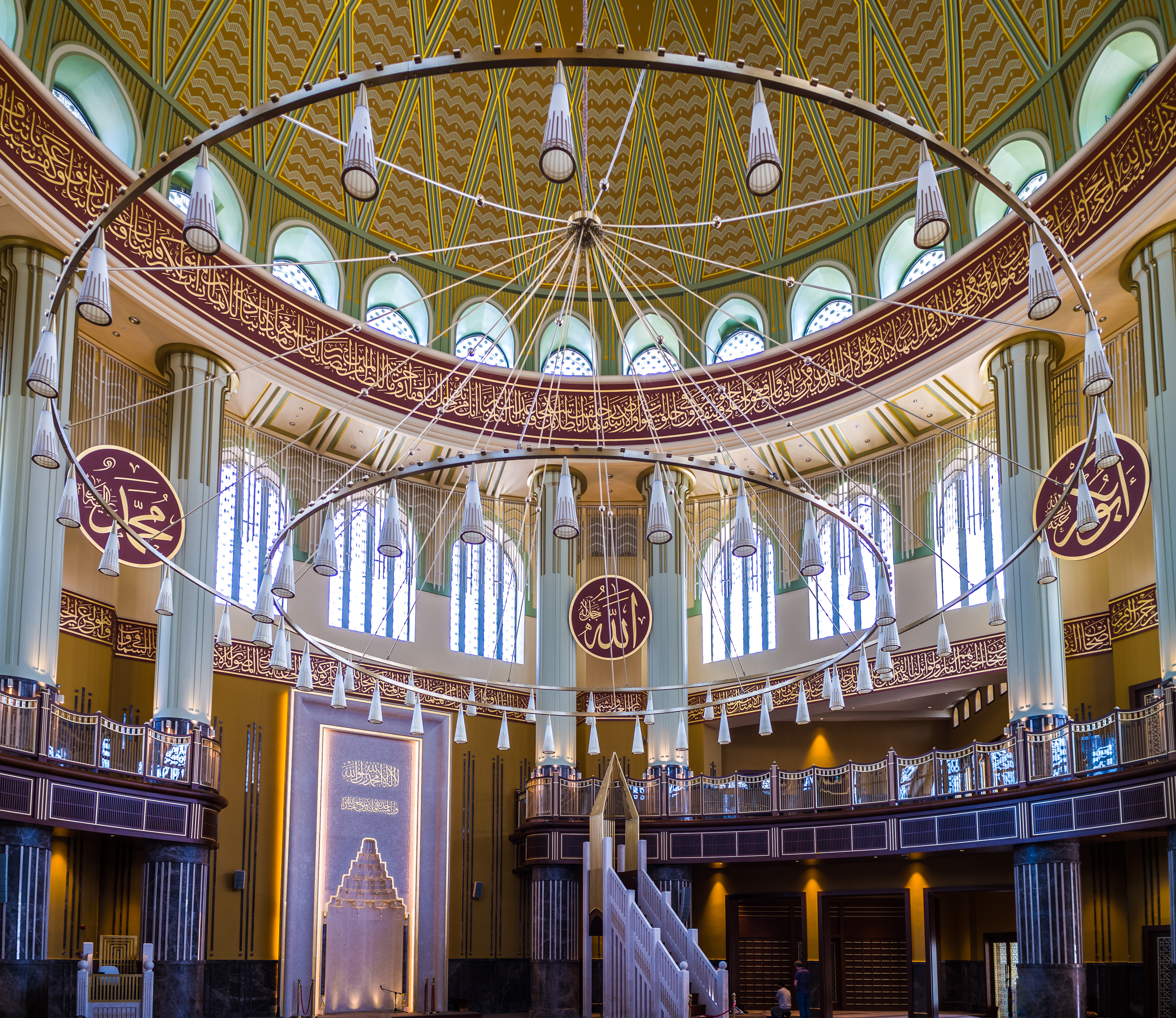
Taksim Moschee Innenansicht

Die Taksim-Moschee (türkisch: Taksim Camii) ist eine Moschee in Beyoğlu beim zentralen Taksim-Platz in Istanbul.

## Anfänge und Entwicklung
Auf dem Taksim-Platz eine Moschee zu bauen, war bereits 1968 ein erstes Mal zum Thema geworden. Das heutige Grundstück, auf dem die Moschee gebaut wird, wurde 1977 für den Bau einer Moschee reserviert. Ein 1983 gefällter Entscheid des Danıştay (Staatsrat) blockierte jedoch den Moscheebau.
2011 wurde das Thema einer Moschee auf dem Taksim-Platz wieder aktuell. Ein Jahr später verkündete der Bürgermeister des Stadtbezirks von Beyoğlu, Ahmet Misbah Demircan, den Projektstart. Den Wettbewerb hatten die beiden Architekten Şefik Birkiye und Selim Dalaman gewonnen. Birkiye hatte zuvor auch den neuen Präsidentenkomplex in Ankara entworfen.
Am 19. Januar 2017 hatte der Rat für die Erhaltung des Kultur- und Naturerbes der Region Istanbul II dem Vorhaben zugestimmt. Die Grundsteinlegung ist am 10. Februar 2017 erfolgt. Die Firma Sur Yapı gab bekannt, sämtliche Kosten zu übernehmen und der Bevölkerung Istanbuls ein Geschenk machen zu wollen. Details zur Höhe der Kosten wurden nicht veröffentlicht.
Die Moschee wurde am Freitag, dem 28. Mai 2021 unter Anwesenheit des türkischen Präsidenten Recep Tayyip Erdoğan eröffnet.

## Moscheekomplex
Die Moschee wird auf einem Grundstück von 15.000 Quadratmetern erbaut und wird 960 Menschen aufnehmen können. Das unterirdische Parkhaus wird 165 Parkplätze haben. Des Weiteren sind Versammlungs- und Ausstellungsräume vorgesehen.
Die Minaretthöhe von 30,3 Metern wurde bewusst so gewählt, dass die Hagia-Triade-Kirche und Surp-Asdvadzadzin-Kirche, die in der Nähe der Moschee stehen, nicht überragt werden. Die von Sultan Mahmud I. im Jahre 1731 erbaute Wasserversorgungsanlage Taksim Maksem wurde bei der Projektierung miteinbezogen, da sie unmittelbar vor dem Baufeld steht. Die Außenfassade wurde dem Maksem angepasst, wodurch es vom Taksim-Platz aus gesehen wie ein Bestandteil des Moscheekomplexes wahrgenommen wird.